# Andreas Pohl
Andreas Pohl (* 28. Juli 1964 in Marburg) ist ein deutscher Unternehmer. Er ist Vorsitzender des Vorstandes der Deutschen Vermögensberatung AG.

## Leben und Karriere
Andreas Pohl ist der Sohn von Reinfried Pohl und dessen Ehefrau Anneliese Pohl, geb. Klingelhöfer. Er wuchs in Marburg auf und besuchte dort die Schule. Nach einer Lehre als Versicherungskaufmann und einem Auslandsaufenthalt in den USA begann er 1984 für die von seinem Vater 1975 gegründete DVAG zu arbeiten. 1991 wurde er deren Generalbevollmächtigter. Im Jahr 2014 übernahm er nach dem Tod seines Vaters das Unternehmen. Sein Bruder Reinfried Pohl junior und er sind Geschäftsführer und Gesellschafter der Deutschen Vermögensberatung Holding GmbH in Marburg.
Andreas Pohl ist verheiratet und hat drei Kinder. Seine Tochter Nathalie Pohl (* 1994) ist eine deutsche Extremschwimmerin, die mehrere Weltrekorde im Freigewässer hält.

## Kontroversen
Andreas Pohl und sein Unternehmen wurden in der Vergangenheit öffentlich scharf kritisiert, beispielsweise von Jan Böhmermann. Die Kritik richtete sich auf sein Geschäftsmodell und die Methoden der DVAG, die auf hohen Verkaufsdruck und fragwürdige Praktiken setzen.